# Xã Lee, Quận Nelson, Bắc Dakota
Xã Lee (tiếng Anh: Lee Township) là một xã thuộc quận Nelson, tiểu bang Bắc Dakota, Hoa Kỳ. Năm 2010, dân số của xã này là 42 người.